# Flowing Tears
Flowing Tears est un groupe de metal gothique allemand. Le groupe s'appelle initialement Flowing Tears and Withered Flowers à la sortie du premier album. Après la sortie de l'EP Swallow en 1999, le groupe abrège son nom pour Flowing Tears. Le groupe se met en pause d'après le statut de sa page Facebook en janvier 2013 ; Helen Vogt espère pouvoir de nouveau enregistrer un album avec le groupe dans les années à venir. Cependant, elle annonce en mars 2014 que Thy Kingdom Gone sera le tout dernier album du groupe.

## Biographie
Le groupe est formé en 1994 sous le nom de Flowing Tears and Withered Flowers. Sous ce nom, le groupe publie une première démo intitulée Bijou en 1995, deux albums studio : Swansongs en 1996, et Joy Parade en 1998, et un EP intitulé Swallow en 1999. Sur Swansongs, Manfred Bersin contribue aux chants masculins. Après la sortie de l'EP, le groupe abrège son nom pour Flowing Tears.
Avec la sortie de l'album Serpentine en 2002, le groupe fait ce qu'il a réalisé pour Jade, avec un tempo un peu plus élevé et un son moins mélancolique. Après la sortie de Serpentine, Stefanie Duchêne quitte le groupe pour des raisons personnelles. Elle est remplacée par Helen Vogt. Avec un son similaire à celui de Serpentine, et la ressemblance vocale de Vogt' par rapport à Stefanie Duchêne, le groupe publie son cinquième album studio, Razorbliss. Le groupe tourne avec After Forever en avril et mai 2004. Le 20 octobre 2004, quelque sept mois après la sortie de Razorbliss, deux membres fondateurs de Flowing Tears, Björn Lorson et Cristian Zimmer, décède lors d'un accident de voiture. 
En juin 2007, le groupe se sépare du label Century Media, et prévoit la sortie d'un album live. Octobre 2008 assiste à la sortie du sixième album de Flowing Tears, Thy Kingdom Gone. Il s'agit d'un album-concept qui comprend 12 chansons, et une couverture réalisée par Seth Siro Anton, qui s'était déjà occupe d'albums de groupes comme Moonspell, Soilwork, et Paradise Lost. Le groupe se met en pause d'après le statut de sa page Facebook en janvier 2013 ; Helen Vogt espère pouvoir de nouveau enregistrer un album avec le groupe dans les années à venir. Cependant, elle annonce en mars 2014 que Thy Kingdom Gone sera le tout dernier album du groupe. Elle révèle ainsi indirectement la séparation du groupe.

## Membres

### Derniers membres
- Helen Vogt – chant (2004–2014)
- Benjamin Buss – guitare, programmation, claviers (1994–2014)
- David Vogt – basse (2007–2014)
- Stefan Gemballa – batterie (2002–2014)

### Anciens membres
- Lena Fischer – claviers (1994–vers 1995)
- Björn Lorson – guitare (1994–1995)
- Manfred Bersin – chant (1994–1996), guitare (1996–vers 1999)
- Christian Zimmer – batterie (1994–1997) (décédé)
- Stefanie Duchêne – chant (1998–2004)
- Eric Hilt – batterie (1998–2000)
- Mike Voltz – claviers (2000)
- Frédéric Lesny – basse (1996–2007)

## Discographie

### Albums studio
- 1996 : Swansongs
- 1998 : Joy Parade
- 2000 : Jade
- 2002 : Serpentine
- 2004 : Razorbliss
- 2008 : Thy Kingdom Gone

### Démo
- 1995 : Bijou

### EP
- 1999 : Swallow

1. Swallow
2. Love Will Tear us Apart (Joy Division cover)
3. Purple Red Soil
4. Odium

### Albums live
- 2007 : Invanity - Live In Berlin